# Mauro
Mauro ist ein männlicher Vorname, der auch als Familienname vorkommt.

## Herkunft und Bedeutung
Mauro ist die italienische und portugiesische Form des spätrömischen Namens Maurus mit der Bedeutung „dunkelhäutig“.

## Namenstag
- 15. Januar

## Namensträger

### Vorname
- Mauro Acosta (* 1989), uruguayischer Gewichtheber
- Mauro Aldave (* 1984), uruguayischer Fußballspieler
- Mauro Arambarri (* 1995), uruguayischer Fußballspieler
- Mauro Baldi (* 1954), italienischer Automobilrennfahrer
- Mauro Beccarelli (* 1981), Schweizer Eishockeyspieler
- Mauro Bellugi (1950–2021), italienischer Fußballspieler
- Mauro Bergamasco (* 1979), italienischer Rugby-Union-Spieler
- Mauro Bernardi (* 1954), italienischer Bergsteiger und Skirennläufer
- Mauro Bianchi (* 1937), belgischer Automobilrennfahrer italienischer Herkunft
- Mauro Biello (* 1972), ehemaliger kanadisch-italienischer Fußballspieler und heutiger -trainer
- Mauro Bigonzetti (* 1960), italienischer Choreograf und Tänzer
- Mauro Bole (* 1968), italienischer Kletterer
- Mauro Bolognini (1922–2001), italienischer Filmregisseur
- Mauro Bonifacio (* 1957), italienischer Komponist, Dirigent und Musikpädagoge
- Mauro Bosco, eigentlich Giuseppe Bosco (* 1938), italienischer Schauspieler
- Mauro Camoranesi (* 1976), argentinisch-italienischer Fußballspieler
- Mauro Cappelloni (* 1943), italienischer Filmregisseur und Drehbuchautor
- Mauro Caviezel (* 1988), Schweizer Skirennfahrer
- Mauro Checcoli (* 1943), ehemaliger italienischer Vielseitigkeitsreiter
- Mauro Corona (* 1950), italienischer Alpinist, Bildhauer und Schriftsteller
- Mauro Corradino (* 1970), deutscher Moderator
- Mauro Cozzoli (* 1946), italienischer Geistlicher und Moraltheologe
- Mauro Crismanich (* 1984), argentinischer Taekwondoin
- Mauro Daccordi (* 1946), italienischer Entomologe
- Mauro Donoso (* 1971), chilenischer Fußballspieler
- Mauro Esposito (* 1979), italienischer Fußballspieler
- Mauro Estol (* 1995), uruguayischer Fußballspieler
- Mauro Fiore (* 1964), italienisch-amerikanischer Kameramann und Oscar-Preisträger
- Mauro Forghieri (1935–2022), italienischer Motoren- und Rennwagen-Konstrukteur
- Mauro Galvão (* 1961), brasilianischer Fußballspieler und -trainer
- Mauro Gambetti (* 1965), italienischer römisch-katholischer Ordensgeistlicher und Erzbischof
- Mauro Giuliani (1781–1829), italienischer Gitarrist und Komponist
- Mauro Goicoechea (* 1988), uruguayischer Fußballspieler
- Mauro Icardi (* 1993), argentinisch-italienischer Fußballspieler
- Mauro Jörg (* 1990), Schweizer Eishockeyspieler
- Mauro Júnior (* 1999), brasilianischer Fußballspieler
- Mauro Lustrinelli (* 1976), Schweizer Fußballspieler
- Mauro Macario (* 1947), italienischer Regisseur und Künstler
- Mauro Mantovani SDB (* 1966), italienischer Ordensgeistlicher, Professor für Philosophie und ehemaliger Rektor der Salesianeruniversität
- Mauro Maur (* 1958), italienischer Trompeter und Komponist
- Mauro De Mauro (1921–1970), italienischer Journalist
- Mauro Moretti (* 1953), italienischer Ingenieur und Manager
- Mauro Bernardo Pietro Nardi (1836–1911), italienischer Ordensgeistlicher und römisch-katholischer Weihbischof
- Mauro Negri (* 1966), italienischer Jazzmusiker (Klarinette, Saxophone, Komposition)
- Mauro Pane (1963–2014), italienischer Autorennfahrer, Restaurator und Stuntman
- Mauro Pereira (* 1998), portugiesischer Sprinter
- Mauro Peter (* 1987), Schweizer Opernsänger (Lyrischer Tenor)
- Mauro Quiroga (* 1989), argentinischer Fußballspieler
- Mauro Ramos (1930–2002), brasilianischer Fußballspieler
- Mauro Rivella (* 1963), italienischer römisch-katholischer Geistlicher
- Mauro Rodrigues (* 2001), guinea-bissauisch-portugiesischer Fußballspieler
- Mauro Roman (* 1954), ehemaliger italienischer Vielseitigkeitsreiter
- Mauro Sandreani (* 1954), italienischer Fußballspieler und -trainer
- Mauro Sartori (* 1970), italienischer Basketballspieler
- Mauro Schmid (* 1999), Schweizer Radrennfahrer
- Mauro Vinícius da Silva (* 1986), brasilianischer Weitspringer
- Mauro Simonetti (1948–1986), italienischer Radrennfahrer
- Mauro Staccioli (1937–2018), italienischer Bildhauer
- Mauro Stingelin (* 2000), Schweizer Unihockeyspieler
- Mauro Thibau (1923–2005), brasilianischer Bergwerks- und Energieminister
- Mauro Tonolini (* 1973), italienischer Fußballschiedsrichterassistent
- Mauro Trentini (* 1975), italienischer Radrennfahrer
- Mauro Valentini (* 1973), san-marinesischer Fußballspieler
- Mauro Vila (* 1986), uruguayischer Fußballspieler
- Mauro Zárate (* 1987), argentinisch-chilenischer Fußballspieler

### Familienname
- Alessio di Mauro (* 1977), italienischer Tennisspieler
- Antonio Mauro (1914–2001), italienischer Geistlicher, Kurienerzbischof
- Antonio di Mauro (* 1965), deutscher Schauspieler italienischer Herkunft
- Beatrice Weder di Mauro (* 1965), schweizerisch-italienische Wirtschaftswissenschaftlerin
- Eve Mauro (* 1981), US-amerikanische Schauspielerin und Model
- Fra Mauro (um 1385–1459), venezianischer Mönch und Kartograf
- Fra Mauro, Ordensname von Gregor XVI. (1765–1846), Papst
- Francesco Mauro (Chemiker) (1850–1893), italienischer Chemiker
- Francesco Mauro (Sportfunktionär) (1887–1952), italienischer Ingenieur, Unternehmer, Politiker und Sportfunktionär
- Garry Mauro (* 1948), US-amerikanischer Politiker
- Giovanni Mauro (Dichter) (1490–1536), italienischer Hofbeamter und Dichter
- Giovanni Mauro (Schiedsrichter) (1888–1958), italienischer Fußballfunktionär und -schiedsrichter
- Giovanni Mauro (Politiker) (* 1962), italienischer Politiker
- Gualdino Mauro (* 2000), são-toméischer Fußballspieler
- Helmut Mauró (* 1969), deutscher Journalist, Übersetzer und Musikkritiker
- Humberto Mauro (1897–1983), brasilianischer Filmregisseur
- Ilaria Mauro (* 1988), italienische Fußballspielerin
- Johnny Mauro (1910–2003), US-amerikanischer Autorennfahrer
- Jole Mauro, italienische Schauspielerin
- Lou Mauro (1927–2014), US-amerikanischer Musiker
- Massimo Mauro (* 1962), italienischer Fußballspieler und Politiker
- Mario Mauro (* 1961), italienischer Politiker
- Mauro De Mauro (1921–1970), italienischer Journalist
- Ortensio Mauro (1634–1725), italienischer Schriftsteller
- Paolo Mauro (* 20. Jahrhundert), Wirtschaftswissenschaftler
- Pino Mauro (* 1939), italienischer Sänger und Schauspieler
- Renata Mauro (1934–2009), italienische Sängerin und Moderatorin
- Tullio De Mauro (1932–2017), italienischer Linguist und Politiker
- Turk Mauro (1944–2019), US-amerikanischer Jazzmusiker
- Vincenzo Di Mauro (* 1951), italienischer Priester, Erzbischof von Vigevano